# Järnoxid

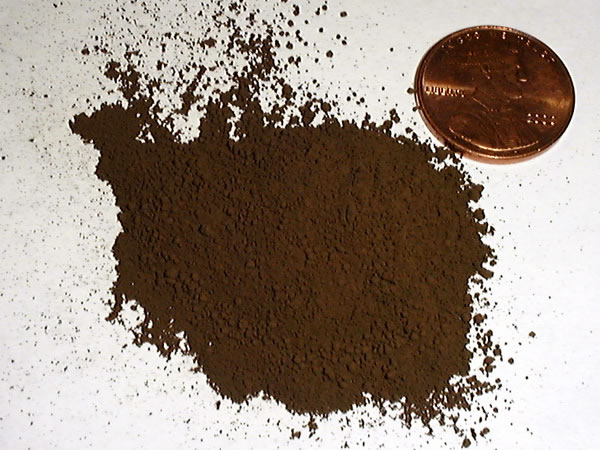
Järnoxidpigment

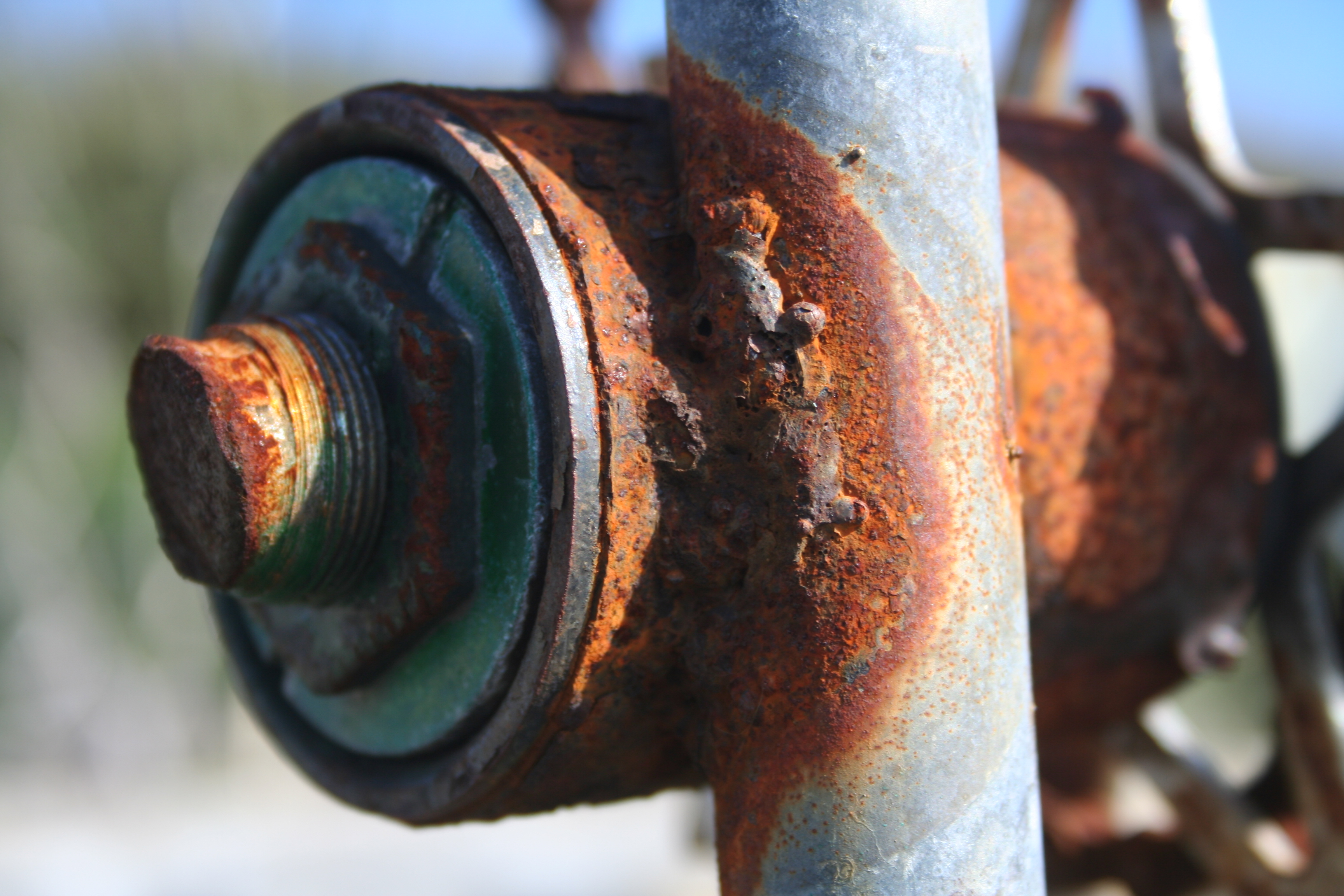
Korrosion

Järnoxid är ett sammanfattande namn på en grupp föreningar, oxider, mellan järn och syre.
Järnoxider är mycket vanliga i naturen – de förekommer i jordar, sjöar och floder samt på havsbottnar, och de är beståndsdelar i till exempel rost. Flera järnoxider, framför allt hematit och magnetit, ingår i den järnmalm som bryts på många håll i världen.
Järn förekommer i oxidationstalen +II och +III; dessa två former betecknas ofta som Fe(II) och Fe(III). De vanligare järnoxiderna innehåller antingen enbart Fe(III) eller en blandning av Fe(II) och Fe(III). Järnoxider med enbart Fe(III) är ofta starkt röda, gula eller orange till färgen.

## Järnoxider i mineral

### Järnoxider med enbart Fe(III)
- Ferrihydrit, Fe2O3 · 1,4H2O, (äldre namn järn(III)-hydroxid). Vanligt framför allt i jordar.
- Goethit, α-FeOOH. Vanligt i jordar, i vatten och sediment samt i rost.
- Hematit, α-Fe2O3. Rödaktigt mineral som även kallas blodstensmalm och järnglans. Används även som pigment, bland annat i Falu rödfärg.
- Lepidocrocit, γ-FeOOH. Finns i miljöer med snabb oxidation av Fe(II), till exempel i blöta miljöer och i rost.
- Maghemit  , γ-Fe2O3. Uppkommer ofta efter oxidation av Fe(II) i magnetit; finns i rost och i jordar på varmare breddgrader.
- Akagenit, β-FeOOH. Mindre vanlig järnoxid, bildas speciellt i varma källor. Ingår även ibland i rost.

Limonit kallas ibland de rödbruna massor av järn(III)oxider som bildar bl.a. så kallad myrmalm eller sjömalm. Limonit består vanligen till övervägande delen av goethit eller ferrihydrit.

### Övriga järnoxider
- Magnetit, Fe3O4. Gråsvart starkt magnetiskt mineral.
- Wustit, FeO. Ett svagt grönfärgat mineral som snabbt oxideras till någon järn(III)-oxid vid kontakt med syre

## Pigment
Olika järnoxider och järnhydroxider utgör de färgande beståndsdelarna i gula och röda jordfärger. Bland dem finns ockror och sienna, som erhålls som  förvittringsprodukter av limonitmalmer. Ockror har låg järnoxidhalt upp till 20%, medan siennan innehåller ca 50%.. Järnoxid är också den färgande beståndsdelen i en rad andra pigment, till exempel engelskt rött och caput mortuum.
Marsfärger är ett samlingsnamn för vissa syntetiskt framställda pigment vars färgande beståndsdel utgörs av järnoxid, till exempel marsgult och oxidrött. Namnet hänvisar till att Mars var medeltidens beteckning för järn.

## Järnoxid i naturen
Några järnoxider, speciellt ferrihydrit, goethit, hematit och magnetit, är mycket vanliga i naturen. De bildar ofta mycket små partiklar och har därför en stor specifik yta. 1 kg ferrihydrit har ungefär lika stor yta som 100 fotbollsplaner. Eftersom järnoxiderna har förmåga att binda vissa lösta ämnen till sina ytor, till exempel fosfat, arsenik och bly, har de stor betydelse för att begränsa dessa ämnens rörlighet i mark och vatten. Järn(III)-oxider är mycket svårlösliga så länge syre finns närvarande. I fuktiga eller blöta miljöer där syrebrist uppstår löses de däremot lätt upp eftersom järn då reduceras till Fe(II).

## Järnoxid i rost
Det mest järnrika skiktet ligger närmast metallen medan det mest syrerika ligger ytterst. Inom varje skikt finns en koncentrationsgradient av järn, med högst koncentration närmast ytan. Vid oxidation på järn bildas innerst wustit (FeO), som dock ofta är instabilt. På det bildas sedan magnetit och ytterst vanligen en blandning av olika Fe(III)-oxider, goethit, lepidocrocit och maghemit, ibland även akageneit (β-FeOOH).
Förhållandet mellan oxidskiktens tjocklek är konstant och förändras inte med tiden. Diffusionshastigheten genom skikten är olika. Oftast är det ena skiktet mycket tjockare än det andra.